# Héctor Buitrago
Héctor Vicente Buitrago Buitrago (Bogotá, 29 de junio de 1967) es un músico, compositor de música rock y activista colombiano. Es reconocido por pertenecer a la banda Aterciopelados y haber hecho parte de la agrupación La Pestilencia.

## Carrera
Músico, productor musical y activista colombiano. Se inicia en la música con la agrupación de Punk La Pestilencia con la que editan un disco a finales de los años 1980. A partir de 1992, a la edad de 29 años, Héctor Buitrago comenzó  a desarrollar una propuesta musical que se nutre de raíces latinoamericanas e influencias contemporáneas, liderando el grupo bogotano Aterciopelados, junto con Andrea Echeverri. El contenido conceptual de sus canciones y la recuperación de la dimensión ritual de la música marcan la línea de su trabajo.  Durante estos más de 20 años de experimentación y construcción de identidad sonora, ha editado 10 discos, ha liderado iniciativas ambientales y realiza un importante trabajo de activismo en Colombia.

### La Pestilencia - inicios Punk
Se inicia en el Punk a comienzos de la década de 1980, en 1984 tiene un primer intento fallido de banda, y luego en 1986 funda junto a Dilson Díaz a la agrupación La Pestilencia y se vuelve un referente en Bogotá al tener diferentes bares alternativos y tiendas de discos que se volvieron íconos en la ciudad, lugares que fueron epicentro del nacimiento de la escena del Rock subterráneo en Colombia y permitieron el intercambio musical y cultural de toda una generación. De su época punk cabe destacar el LP La muerte un compromiso de todos y su reciente participación junto a Ever Tovar de la agrupación Morgue, banda pionera del punk hardcore bogotano junto a La pestilencia, en la primera parte de la serie documental Bogotá Punk, Los podridos ochenta, dirigida por Ricardo Meléndez R. y lanzada en 2015 donde habla de su experiencia alrededor del punk como movimiento musical y contracultural en la capital colombiana en la década de los ochenta.

### Aterciopelados - Éxito Internacional
A partir del año 1990, junto a Andrea Echeverri, dieron vida a Delia y los Aminoácidos, quien más tarde pasaría a ser Aterciopelados, agrupación con la que empezaron a hacerse escuchar con una propuesta musical única, crisol de modernidad, rebeldía y tradición. En un giro afortunado del mejor realismo mágico, los Aterciopelados terminaron por contar su propio capítulo de la historia cultural latinoamericana. Uno en donde el Caribe es atómico; la mujer, gala; el bolero falaz; la florecita rockera y el gozo –siempre– poderoso.
Con Aterciopelados ha editado 8 discos Con El Corazón En La Mano en 1993, álbum que los dio en conocer en Colombia y que contiene un sonido crudo y punk; El Dorado en 1995, álbum que los catapultó en la escena musical latinoamericana, disco que hoy en día es un clásico del Rock En Español y permitió poner a Colombia en el mapa mundial musical; La Pipa de la Paz en 1996 grabado y producido en Londres, con sonidos crudos y fusiones tropicales que les permitió ser los primeros colombianos nominados a un Premio Grammy como Mejor Álbum Rock Latino; Caribe Atómico en 1998 marca la senda alternativa, independiente y experimental de la agrupación con sonidos electrónicos, trip hop y futuristas, considerado el mejor álbum de Aterciopelados y nominado al Grammy Anglo como Mejor Álbum Rock Alternativo Latino.

### Producción Musical y Proyecto solista: Conector
Para el año 2000, viviendo la crisis musical global, debido a la piratería, Aterciopelados se aventura en la creación de Gozo Poderoso, álbum grabado y producido enteramente en Bogotá, bajo la producción y dirección de Héctor Buitrago, lo que sería su primera producción para un álbum, este disco fue reconocido por la Academia Latina de la Grabación en 2001, como Mejor Álbum Vocal Rock Grupo o Dúo en los Grammy Latinos. En el 2002 produce también el primer compilado de Grandes Éxitos de la agrupación: Evolución y adicionalmente junto a Andrea Echeverri fundan el sello independiente Entrecasa, con el que editan el disco Colombeat, y donde la producción estuvo a cargo de Buitrago.
Para el año 2004, produce el primer disco solista de Andrea Echeverri, que lleva título homónimo, y fue nominado al Grammy Latino como Mejor Álbum Vocal Pop Femenino. En el 2006 edita y produce su primer trabajo en solitario titulado Conector, que contó con la participación de Julieta Venegas, Álex Ubago, Andrea Echeverri, Fernanta Takai de Pato Fu y una variedad de músicos del mundo. El disco fue catalogado por la Revista Semana como el Mejor Disco del 2006 y ganador en los Premios Shock como Video del Año por "Damaquiel" en 2006 y Productor del Año en 2007.
En ese mismo 2006 produce para Aterciopelados el disco Oye, álbum ganador del Grammy Latino a Mejor Álbum de Música Alternativa en 2007 y cuya composición "Complemento" fue nominada a Mejor Canción Alternativa en la misma ceremonia. Obtuvieron adicionalmente el Premio Lo Nuestro como Mejor Artista Rock. Para el 2008 editan y produce el disco Río de Aterciopelados, nominado al premio Grammy Anglo como Mejor Álbum Rock Aternativo Latino y reconocido como uno de los mejores discos de la década por la revista Rolling Stone.
Luego de girar con el disco Río, la banda decide tomar un receso y enfocarse a sus proyectos solistas. Héctor edita Conector II en 2012, álbum que cuenta con las colaboraciones de 17 Hippies, Lido Pimienta y La Chocolata, entre otros. El disco se caracteriza por su calidad sonora, lo que le permitió nominaciones a los Premios Shock como Video del Año, por "Una vaca es un bosque" y Mejor Artista Alternativo.
En 2014 estrena su disco Niños Cristal, álbum para niños con sonoridades del rock y la electrónica, que cuenta con la participación del Grupo Claraluna. El disco es un viaje sonoro por la reflexión ambiental, cambio climático y cuidado del Agua.
Actualmente se encuentra de nuevo con Aterciopelados en la preparación de un disco en vivo Primera Fila, musicaliza la obra estadounidense Another Word For Beauty del dramaturgo puertorriqueño nominado al Premio Oscar: José Rivera y se desempeña como activista Ambiental en su iniciativa Cantoalagua

## Activismo
Su tema Canción Protesta (2006)  del disco Oye fue escogido por Amnistía Internacional en el 2008 para cocrear The Price of Silence, un himno a los derechos humanos. Con el disco Río de Aterciopelados han adelantado campañas de concientización ambiental, participado en numerosos eventos verdes, impulsando diferentes iniciativas de apoyo a la conciencia ambiental como el Referendo por el Agua en Colombia, Cantoalagua, rituales por la defensa del Agua y el territorio y la campaña Ninguna Mata Mata entre otros. Comprometido lírica y activamente en temas ancestrales, ambientales y antibélicos ha sido impulsor de marchas y ceremonias planetarias.

### Cantoalagua
Cantoalagua es un canto real y consciente del mantra “AH”, cantado con la energía de amor, agradecimiento y perdón hacia las aguas del planeta, que se realiza desde al año 2010 todos los 22 de marzo (Día Mundial del Agua), en diferentes puntos geográficos a las 12m - hora local. 
Es un canto que nace desde cada corazón, con la intención de sanar las aguas de cada territorio para que sumados puedan despertar nuestra consciencia y sanar las aguas del planeta entero. Este canto se ha convertido en una fuerza liderada por la unión y la cooperación. Lejos de ser un mensaje de resistencia, protesta u oposición, Cantoalagua es energía que nace desde el sonido creado con intención amorosa y consciente, capaz de transformar y crear una nueva realidad para el planeta. Las acciones y los cambios que de este canto cocreador se desprendan, son la manifestación de esta energía, y parte del cambio y del despertar colectivo.

## Premios y reconocimientos

### Grammy Awards
1998 - Nominados a Mejor Álbum Rock Latino por "La Pipa de la Paz"
1999 - Nominados a Mejor Álbum Rock/Alternativo Latino "Caribe Atómico"
2002 - Nominados a Mejor Álbum Rock/Alternativo Latino "Gozo Poderoso"
2006 - Nominada a Mejor Álbum de Pop Latino "Andrea Echeverri" (Productor)
2010 - Nominados a Mejor Álbum Rock/Alternativo y Urbano "Río"

### Latin Grammy Awards
2001 - Ganadores a Mejor Álbum Vocal Rock Grupo o Dúo "Gozo Poderoso"
2001 - Nominados a Grabación del Año "El Álbum" y Mejor Canción Rock "El Álbum"
2005 - Nominado a Mejor Álbum Vocal Pop Femenino "Andrea Echeverri" (Productor)
2007 - Ganadores a Mejor Álbum de Música Alternativa "Oye"
2007 - Nominados a Mejor Canción Alternativa "Complemento"

### MTV Latinoamérica
2002 - Nominados a Mejor Artista Rock
2003 - Nominados a Mejor Artista Centro
2007 - Nominados a Mejor Artista Centro
2009 - Nominados a Mejor Artista Centro

### MTV Awards
1995 - Ganadores Revelación Latina del Año
1998 - Ganadores a Video del Público "El Estuche"

### Billboard
2001 - Latin Pop Songs #34  "El Álbum" 
2001 - Latin Pop Albums #7 "Gozo Poderoso" 
2001 - Top Latin Albums #11 "Gozo Poderoso"

### Premio Lo Nuestro
2002 - Nominados a Álbum Rock del Año "Gozo Poderoso" y Canción Rock del Año "El Álbum"
2008 - Ganadores a Álbum Rock del Año "Oye"

### Revista Semana
2006 - Héctor Buitrago ganador Disco del Año en Colombia "Conector"

### Premios Shock
2006 - Héctor Buitrago ganador a Video del Año "Damaquiel"
2009 - Ganadores a Mejor Artista o Agrupación Rock 2009

### Premios Nuestra Tierra
2007 - Héctor Buitrago ganador como Productor del Año
2008 - Ganadores como Mejor Artista Rock/Electrónico Alternativo del año y Mejor Interpretación Rock del Año "Canción Protesta"
2010 - Ganadores a Mejor Artista Alternativo

## Discografía
Con La Pestilencia
- Demo (Sin Nombre). (1986)
- La Muerte... Un compromiso de todos. Mort-Discos (1989)

Con Aterciopelados (Principales Álbumes de Estudio & En Vivo)
- Con el Corazón en la Mano. BMG  (1993)
- El Dorado. BMG  (1995)
- La Pipa de la Paz. BMG  (1996)
- Caribe Atómico. BMG (1998)
- Gozo Poderoso. BMG (2000)
- Evolución. BMG (2002)
- Oye. Nacional Records (2006)
- Río. Nacional Records (2008)
- Reluciente, Rechinante y Aterciopelado. Sony Music (2016)

Proyectos individuales
- Conector. Nacional Records  (2006)
- Conector II. Entrecasa  (2011)
- Niños Cristal. Entrecasa    (2014)

## Filmografía
- Desafío 2005:Cabo Tiburón - Él mismo- Equipo Celebridades